# مامدی سیدیبه
مامدی سیدیبه (انگلیسی: Mamady Sidibé؛ زادهٔ ۱۸ دسامبر ۱۹۷۹) بازیکن فوتبال اهل مالی است.
از باشگاه‌هایی که در آن بازی کرده‌است می‌توان به باشگاه فوتبال گیلینگام، باشگاه فوتبال ترانمره راورز، باشگاه فوتبال سوانزی سیتی، باشگاه فوتبال زسکا صوفیه، باشگاه فوتبال استوک سیتی، و باشگاه فوتبال شفیلد ونزدی اشاره کرد.
وی همچنین در تیم ملی فوتبال مالی بازی کرده‌است.